# Droga krajowa nr 84 (Węgry)
Droga krajowa nr 84 (węg. 84-es főút) – droga krajowa w komitatach Veszprém, Vas i Győr-Moson-Sopron w zachodnich Węgrzech. Długość - 130 km. Przebieg: 
- Balatonederics – skrzyżowanie z 71
- Sümeg
- Sárvár (obwodnica) – skrzyżowanie z 88
- Hegyfalu – skrzyżowanie z 86
- Nagycenk – skrzyżowanie z 85
- Sopron (obwodnica)
- granica węgiersko-austriacka Sopron - Klingenbach – połączenie z austriacką drogą nr 16